# ブルーベリー・ヒル
"ブルーベリー・ヒル" (Blueberry Hill)は1940年に出版されたアメリカ合衆国のポップス曲で、1940年にサミー・ケイがRCAレコードからリリースしたものが初のリリースである。1950年代にリリースされたファッツ・ドミノのロックンロール・バージョンが最もよく知られている。
レイ・エバリーをヴォーカルにフィーチャーしたグレン・ミラーのバージョンは1940年にRCAのブルーバード・レコードよりリリースされ、ビルボードのポップス・シングル・チャートの2位を記録した。

## 概要
「ブルーベリー・ヒル」の音楽はヴィンセント・ローズによって作曲され、作詞はラリー・ストックとアル・ルイスが手がけている。
1940年に チャペル& Co.が購入し出版する以前に、別の大手出版社に持ち込んだものの出版を断られている。ストックによると、その理由としてブルーベリーは丘では育たないだろうと言われたとしている。ストックは、自身が幼少期に丘でブルーベリーを摘んだことを説明したが契約には至らなかった。そのため、その出版社を諦めチャペル& Co.と契約した。同年のうちにこの曲は10回以上レコーディングされることとなった。

### 映画での使用
当初は、ルー・ランダーズ監督の西部劇映画「ザ・シンギング・ヒル」(1941年)のために用意された曲だった。映画の中ではジーン・オートリーが主演し、この曲を歌っている。

### 歌詞
かつてブルーベリーの丘で愛する人と過ごした幸せな日々を回想した内容。今はその恋人を失い、しかしその人のことを忘れられないという切ない気持ちを郷愁を持った曲調で表現している。

## レコーディング
この曲の最初のバージョンは、トミー・ライアンをヴォーカリストにサミー・ケイが1940年5月31日にレコーディングし、RCAビクターよりリリースとなった。
1940年の最初のヒットで最も成功したバージョンはグレン・ミラー・オーケストラによるもので、レイ・エバリーをヴォーカルにフィーチャーし、ビルボードの米国のチャートの2位を記録した 。このバージョンは1940年5月13日にシカゴでレコーディングされ、RCAのブルーバード・レコードよりカタログ番号B-10768-Aでリリースされた。英国ではEMIのヒズ・マスターズ・ヴォイス (HMV)レーベルよりカタログ番号BD 5632及びMH 92でリリースとなった。
ルイ・アームストロングがゴードン・ジェンキンズと行なった1949年のデッカ・レコードへのレコーディングはビルボード・トップ40の29位を記録した。このレコーディングをファッツ・ドミノが耳にしたことが、彼の1956年のカバーが生まれるきっかけとなっている。

## ファッツ・ドミノのバージョン
「ブルーベリー・ヒル」は1956年にファッツ・ドミノが国際的にヒットさせ、ロックンロールのスタンダード曲となった。ビルボード・トップ40チャートの2位に2週間在位し、ファッツの最大のポップ・ヒットとなっている。また、R&Bベスト・セラーズ・チャートでは8週間連続で1位を記録した。ファッツ・ドミノのバージョンは、またローリングストーン誌の「ローリング・ストーンの選ぶオールタイム・グレイテスト・ソング500」の82位にランクインしている。
ハリウッドで行なわれたレコーディングはうまく行かなかった。ファッツのプロデューサーだったデイヴ・バーソロミューは、この曲は既に多くのアーティストにレコーディングされており、ファッツのスタイルとは違うとと感じていたがインペリアルのルー・チャッドはそれに異議を唱えた。エンジニアのバニー・ロビンは失敗に終わった3つのレコーディングをうまくつなぎ合わせることにより最終バージョンを完成させ、リリースに漕ぎつけた。

### 日本盤のリリース
日本では「ブルーベリー・ヒル」の題名で、1957年5月に日本ビクターよりシングル・リリースとなった。B面収録の「Honey Chile」は「ハニー・チリー」となっている。

### 参加ミュージシャン
- ファッツ・ドミノ Fats Domino - ヴォーカル、ピアノ
- バディ・ヘイガンズ Buddy Hagans - サクソフォーン
- ウェンデル・デュコンジ Wendell Duconge - サクソフォーン
- エディー・シルヴァーズ Eddie Silvers - サクソフォーン
- ローレンス・ガイトン Lawrence Guyton - ベース
- ウォルター・ネルソン Walter Nelson - ギター
- コーネリアス・コールマン Cornelius Coleman - ドラムス

## その他のバージョン
非常に多くのアーティストによって取り上げられているため、ここに挙げられたのはそのごく一部である。
| 年     | アーティスト名                             | 収録アルバム                                                            |
| ------ | ------------------------------------------ | ----------------------------------------------------------------------- |
| 1957年 | エルヴィス・プレスリー                     | 『Loving You』                                                          |
| 1958年 | パット・ブーン                             | 『Star Dust』                                                           |
| 1960年 | ビル・ヘイリー・アンド・ヒズ・コメッツ     | 『Bill Haley and His Comets』                                           |
| 1960年 | ブレンダ・リー                             | 『This Is Brenda』                                                      |
| 1960年 | チャビー・チェッカー                       | 『For Twisters Only』                                                   |
| 1962年 | クリフ・リチャード・ウィズ・ザ・シャドウズ | 『32 Minutes and 17 Seconds with Cliff Richard』                        |
| 1964年 | リトル・リチャード                         | 『Little Richard Is Back (And There's a Whole Lotta Shakin' Goin' On)』 |
| 1965年 | チャールズ・ブラウン                       | 『Ballads My Way』                                                      |
| 1971年 | ウィルバート・ハリスン                     | 『Wilbert Harrison』                                                    |
| 1972年 | ロレッタ・リン                             | 『One's on the Way』                                                    |
| 1973年 | ジェリー・リー・ルイス                     | 『Southern Roots - Back Home to Memphis』                               |
| 1976年 | ザ・ビーチ・ボーイズ                       | 『15 Big Ones』                                                         |
| 1999年 | ブルース・コバーン                         | 『Breakfast in New Orleans Dinner in Timbuktu』                         |
| 2023年 | ヴァン・モリソン                           | 『Accentuate the Positive』                                             |

## 大衆文化への広がり
- アメリカ合衆国のテレビ番組「ハッピーデイズ」で、リッチー・カニンガムのお気に入りの曲だった[17][18][19]。

- チャック・ベリーがかつて頻繁にプレイしたミズーリ州セントルイスのデルマー・ループ地域にあるジョー・エドワーズ経営のレストラン、ブルーベリー・ヒルは、この曲にちなんで名付けられた[20]。

- ロシア連邦大統領のウラジーミル・プーチンは、2010年12月10日、病気に苦しむ子供たちのチャリティの目的で国際的な映画およびテレビの有名人を前に、この曲のパフォーマンスを披露した。その映像は瞬く間に世界中に拡散されることとなった[21]。